# Hideaki Itō
Hideaki Ito (伊藤 英明, Ito Hideaki, nascut el 3 d'agost de 1975) és un actor japonès.

## Sèries de televisió
- Wachigaiya Itosato (TBS, 2007)
- First Kiss (Fuji TV, 2007)
- Kodoku no Kake (TBS, 2007)
- Akechi Mitsuhide (Fuji TV, 2007)
- Bengoshi no Kuzu (TBS, 2006)
- Umizaru (Fuji TV, 2005)
- Kyumei Byoto 24 Ji 3 (Fuji TV, 2005, SP)
- Kunitori Monogatari (TV Tokyo, 2005)
- Atsuki Yume no hi (Fuji TV, 2004)
- Shiroi Kyoto (Fuji TV, 2003)
- The Princess Blade (2003)
- Boku no Mahou Tsukai (NTV, 2003)
- Toshiie to Matsu (NHK, 2002)
- Mayonaka no Ame (TBS, 2002)
- Ai to Shihon Shugi (WOWOW, 2003)
- Namahousou wa Tomaranai (TV Asahi, 2003)
- Akahige (Fuji TV, 2002)
- Tentai Kansoku (Fuji TV, 2002)
- Koi wo nan nen sundemasu ka (TBS, 2001)
- Le Parfum De La Jaolusie (TV Asahi, 2001, guest)
- Kyumei Byoto 24 Ji 2 (Fuji TV, 2001)
- Joshiana (Fuji TV, 2001)
- Baka Sankyodai (Fuji TV, 2001)
- Ai wo kudasai (Fuji TV, 2000)
- Yasha (TV Asahi, 2000)
- Yamada ikka no shinbou (TBS, 1999)
- Out ~ tsumatachi no hanzai (Fuji TV, 1999)
- Over Time (Fuji TV, 1999)
- Boy Hunt (Fuji TV, 1998)
- Ai tokidoki uso (NTV, 1998)
- Dessin (NTV, 1997)
- Odoru Daisousasen (Fuji TV, 1997)

## Pel·lícules
- 252: Seizonsha Ari (2008)
- Sukiyaki Western Django (2007)
- Umizaru 2 (2006)
- Kono Mune Ippai no Ai wo (2005)
- Umizaru (2004)
- Onmyoji 2 (2003)
- Kasei Gishi Den (2003)
- Shurayuki Hime (2001)
- Onmyoji (2001)
- Love Song (2001)
- Blister (2000)
- Crossfire (2000)
- Himitsu (1999)